# Gilles Pelletier
Gilles Pelletier (Saint-Jovite, Québec, 1925. március 22. – Montréal, Québec, 2018. szeptember 5.) kanadai színész.

## Filmjei
- The 13th Letter (1951)
- Meggyónom (I Confess) (1953)
- La Famille Plouffe (1953, tv-sorozat)
- Cap-aux-sorciers (1955–1958, tv-sorozat)
- Un simple soldat (1957, tv-film)
- R.C.M.P. (1959–1960, tv-sorozat, 39 epizódban)
- La Côte de sable (1960, tv-sorozat)
- Rue de l'anse (1963, tv-sorozat)
- La Terre à boire (1964)
- Les Compagnons de Jéhu (1966, tv-sorozat)
- Le Paradis terrestre (1968, tv-sorozat)
- A viharlovag (Le Chevalier Tempête) (1968–1969, 11 epizódban)
- Bingo (1974)
- Les Vautours (1975)
- Gapi (1982)
- Apró népség nagy birodalma (The Great Land of Small) (1986)
- L'Héritage (1987–1990, tv-sorozat)
- Portion d'éternité (1988)
- Montréali Jézus (Jésus de Montréal) (1989)
- Piège infernal (1989, tv-film)
- Keserű gazdagság (La misère des riches) (1990, tv-sorozat)
- Cormoran (1990, tv-sorozat)
- Nelligan (1991)
- Sous un ciel variable (1995, tv-sorozat)
- Farkasfutam (Coyote Run) (1996)
- Chartrand et Simonne (2000, tv-sorozat)
- Haute Surveillance (2000, tv-sorozat)
- Barbárok a kapuk előtt (Les Invasions barbares) (2003)
- La grande séduction (2003)
- Noël Blank (2003, rövidfilm)
- Daniel és a szuperkutyák (Daniel and the Superdogs) (2004)
- L'Âge des ténèbres (2007)
- Romaine par moins 30 (2009)
- Toute la vérité (2010, tv-sorozat)